# Cacajao melanocephalus
Lo uacari nero (Cacajao melanocephalus Humboldt, 1812) è un primate platirrino della famiglia Pitheciidae.

## Descrizione

### Dimensioni
Misura fra i 35 ed i 50 cm di lunghezza, cui si aggiungono una ventina di cm di coda, per un peso fra i 2,5 ed i 4 kg. Queste dimensioni ne fanno il più grande fra i Pitecidi.

### Aspetto
Il pelo è lungo e setoloso, di color bruno scuro sulla maggior parte del corpo, con i fianchi neri. Le due sottospecie sono distinguibili per i colori: la sottospecie nominale presenta aree nere o rossicce sul dorso, che nella sottospecie ouakary sono invece gialle o dorate. Una terza varietà, ancora da descrivere scientificamente, potrebbe addirittura rivelarsi una specie a sé stante (Cacajao hosomi secondo lo studioso Jean-Philippe Boubli).

Le parti nude del corpo (faccia e mani) sono nere: la faccia è ossuta e con una mandibola particolarmente robusta, con incastonati all'interno grossi molari e canini lunghi come gli incisivi (un centimetro e mezzo).

## Biologia
Si tratta di animali diurni ed arboricoli, che di notte cercano rifugio per dormire sulle cime degli alberi. Vivono in gruppi che contano fino a cento individui, ma che generalmente non superano i venti-trenta esemplari. I gruppi delimitano un proprio territorio, che misura fino a 550 ettari d'estensione, all'interno del quale si dividono durante la ricerca del cibo in sottogruppi di 3-10 individui: generalmente il 90% delle attività si svolge nell'ambito di un'area di meno di 300 ettari, mentre la restante superficie viene esplorata solo qualora la disponibilità di cibo sia assai scarsa.

I vari esemplari del gruppo si tengono in contatto tramite vocalizzazioni ben definite, mentre in caso di pericolo viene emesso un particolare suono bisillabe: nella sottospecie nominale, i gruppi spesso ingaggiano vocalizzazioni corali, mentre nella sottospecie ouakary tale comportamento è legato alla presenza nel territorio di intrusi potenzialmente pericolosi, come l'uomo.

### Alimentazione
Questi animali sono essenzialmente frugivori, tendendo a mangiare frutta acerba e semi (soprattutto di Inga laurina): per avere ragione della dura scorza dei frutti non ancora maturi, si servono dei forti denti montati su mascelle robustissime. La dieta può comprendere anche foglie ed insetti nei periodi siccitosi, quando la frutta è scarsa.

### Riproduzione
La stagione riproduttiva cade fra ottobre e novembre: nonostante vivano in grossi gruppi, queste scimmie sono monogame. La femmina partorisce un unico cucciolo dopo una gestazione di sei mesi: il piccolo viene svezzato dopo l'anno e mezzo d'età e diviene maturo sessualmente attorno ai tre anni e mezzo.
La speranza di vita di questi animali si aggira attorno ai dodici anni in natura ed i 18 in cattività: si tratta tuttavia di supposizioni, in quanto non sono ancora stati effettuati studi a lungo termine sulla specie.

## Distribuzione e habitat
Con due sottospecie (Cacajao melanocephalus melanocephalus e Cacajao melanocephalys ouakary) questi animali sono diffusi nella foresta inondata (i cosiddetti igapò) e nelle immediate vicinanza (la cosiddetta caatinga) attorno al Rio Negro, dal confine meridionale fra Colombia e Venezuela fino alla sua confluenza col Rio delle Amazzoni: in particolare la sottospecie nominale vive a nord ed est di tale fiume, la sottospecie ouakary a sud e ovest.